# آغورن (بایبورد)
آغورن {{ترکی|Ağören) (به ارمنی: Աղվերան) (به کردی: Axwêran) یک منطقهٔ مسکونی در ترکیه است که در بایبورد واقع شده‌است. آغورن ۱۹۳ نفر جمعیت دارد.